# Paradoks wody i diamentu
Paradoks wody i diamentu – paradoks sformułowany na polu ekonomii, który najczęściej przyjmuje postać pytania, jakie postawił Arystoteles: „Dlaczego woda, która jest niezbędna do życia, jest tania, podczas gdy diamenty są bardzo drogie, choć można się bez nich obejść?”.
Po Arystotelesie wielu filozofów i ekonomistów formułowało podobne pytania. Paradoks ten nie znalazł jednak satysfakcjonującego rozwiązania przez ponad dwa tysiące lat. Nie jest możliwe jego rozwiązanie na polu ekonomii klasycznej. Pozorna sprzeczność tkwiąca w pytaniu wynika z niedostatecznie rozwiniętej bazy pojęciowej oraz aparatu analizy ekonomicznej i w konsekwencji z nieodróżniania wartości użytkowej dobra od jego wartości wymiennej. Dopiero dokonania szkoły austriackiej pod koniec XIX w. i zastosowanie przez jej przedstawicieli rachunku marginalnego w analizie ekonomicznej pozwoliło na wyjaśnienie pozornej sprzeczności.

## Rozwiązanie
W ujęciu szkoły austriackiej cena stanowi wartość wymienną dobra, która nie jest jednak tożsama z wartością użytkową. Zgodnie z prawem malejącej użyteczności krańcowej kolejno konsumowane jednostki dobra przedstawiają coraz mniejszą wartość użytkową dla konsumenta. Zdaniem przedstawicieli szkoły austriackiej w warunkach wolnej konkurencji cena rynkowa (a więc wartość wymienna) dobra zostanie ustalona na poziomie wartości użytkowej ostatniej konsumowanej jednostki dobra. Jednak konsument czerpie użyteczność z każdej (a nie tylko z ostatniej) konsumowanej jednostki dobra, dlatego suma użyteczności jaką czerpie z konsumpcji wszystkich jednostek będzie znacząco większa od użyteczności ostatniej konsumowanej jednostki.
W warunkach obfitości wody łatwo zrozumieć, że suma czerpanej użyteczności z konsumpcji wielu jednostek wody jest znacząco wyższa od wartości użytkowej ostatniej konsumowanej jednostki wody. Jednocześnie w warunkach rzadkości diamentów wartość użytkowa pierwszej jednostki tego dobra będzie wyższa od krańcowej użyteczności wody, ale jednocześnie niższa od sumy użyteczności czerpanej z konsumpcji wszystkich jednostek wody.

## Przykład
Kolejne jednostki wody oraz diamentów przedstawiają następujące wartości użytkowe dla konsumenta:
| Jednostka dobra | Woda | Diamenty |
| --------------- | ---- | -------- |
| 1               | 100  | 30       |
| 2               | 40   | 18       |
| 3               | 20   | 12       |
| 4               | 12   | 8        |
| 5               | 7    | 5        |
| 6               | 4    | 3        |
| 7               | 2    | 2        |
| 8               | 1    | 1        |

Pierwsza jednostka wody prezentuje wyższą wartość użytkową od pierwszej jednostki diamentów, ponieważ człowiek, który jest skrajnie spragniony i skrajnie „pozbawiony diamentów” zawsze z dwojga tych dóbr wybierze wodę, ponieważ zaspokaja ona ważniejszą z jego potrzeb.
Jeżeli konsument funkcjonuje w warunkach obfitości wody, wówczas będzie ją konsumował w dużych ilościach. Załóżmy, że konsumuje on 7 jednostek. W wyniku gry rynkowej cena wody (a więc jej wartość wymienna) zostanie ustalona na poziomie wartości użytkowej ostatniej konsumowanej jednostki, a więc wyniesie 2.
Jeżeli diamenty są rzadkością w otoczeniu konsumenta, wówczas będzie on konsumował jedynie minimalną ich ilość lub nie będzie ich konsumował wcale. Pierwsza jednostka diamentów będzie dla konsumenta przedstawiała wartość 30. Jeżeli nie konsumował do tej pory żadnej jednostki diamentów, wówczas gra rynkowa ustali cenę tego dobra na poziomie 30.
Łatwo zauważyć, że suma użyteczności czerpanej przez konsumenta z konsumpcji 7 jednostek wody wynosi:
100 + 40 + 20 + 12 + 7 + 4 + 2 = 185
Natomiast suma użyteczności czerpanej z konsumpcji jednej jednostki diamentu wynosi 30.
Zatem pomimo że użyteczność wody jest znacząco wyższa od użyteczności diamentów, jej cena będzie niska w związku z jej obfitością, natomiast w przypadku diamentów, pomimo ich relatywnie niższej wartości użytkowej, cena będzie wysoka w związku z rzadkością ich występowania.
Taka analiza pozwala pozostać w zgodzie z twierdzeniem, że woda przedstawia większą wartość użytkową dla konsumenta przy jednoczesnym uzasadnieniu wyższej ceny diamentów.